# Magnus Jernemyr
Magnus Jernemyr (født 18. juni 1976) er en svensk håndboldspiller, der spiller for den spanske klub Handbol Marrachí. Han har tidligere spillet i både svensk og spansk håndbold, samt i danske GOG Svendborg.
Jernemyr spillede i perioden 2005-2014 i alt 116 kampe for det svenske landshold, og han deltog blandt andet i Håndbold-EM 2008 samt ved OL 2012, hvor han var med til at sikre sølvmedaljer til Sverige.